# Colobostruma biconcava
Colobostruma biconcava é uma espécie de formiga do gênero Colobostruma, pertencente à subfamília Myrmicinae.